# 马丁·费宁
马丁·费宁（1987年4月16日海布），捷克足球运动员，现效力于德国足球甲级联赛法兰克福足球俱乐部。